# Rotație specifică
În chimie, rotația specifică ([α]) este o proprietate a compușilor chimici chirali (activi optici) Aceasta măsoară schimbarea în orientare a luminii monocromatice plan-polarizate la trecerea acestea în soluția compusului respectiv. Rotația specifică este măsurată cu ajutorul instrumentului numit polarimetru.